# Стойчо Драгов
Стойчо Драгов (роден на 30 август 1968 г.) е бивш български футболист, вратар. След края на състезателната си кариера работи като треньор на вратари. Играл е в Берое (Стара Загора), Славия (София), Металург (Перник) и Миньор (Перник).

## Биография
Драгов израства в школата на Берое (Стара Загора). Привлечен е в първия състав през 1986 г., но дебютира официално в А група едва през 1989/90, когато записва един мач. От сезон 1990/91 вече е основен вратар на Берое. Изиграва общо 85 мача в първенството.
През лятото на 1994 г. преминава в Славия (София). През сезон 1994/95 е титуляр за „белите“, като участва в 29 мача. След привличането на Здравко Здравков обаче губи титулярното си място. През 1995/96 става шампион на страната, но по време на кампанията участва само в 2 мача. Статутът му не се променя и през сезон 1996/97, когато играе в 3 срещи от първенството.
През 1997 г. Драгов преминава в новака в А група Металург (Перник). Два сезона е титуляр на вратата на тима, като играе общо в 57 мача. След изваждането на Металург от елита през лятото на 1999 г. преминава в Миньор (Перник). За няколко месеца записва 6 мача в шампионата.
В началото на 2000 г. Драгов се завръща в Берое. През есента на 2001 г. получава тежка контузия при гостуване на Беласица (Петрич), заради която прекратява кариерата си на 33-годишна възраст.
По-късно влиза като помощник-треньор на Берое от 2002 г. до 2003 г., От 2005 г. до 2006 г. е треньор в детско-юношеската школа на Берое, през 2006 г. и 2007 г. помощник-треньор на Берое, а по-късно е треньор на вратарите.

## Успехи

### Като футболист
Славия
- А група:
  -  Шампион: 1995/96

### Като треньор
Берое
- Купа на България:
  -  Носител: 2009/10